# Gra o św. Mikołaju
Gra o św. Mikołaju (fr.Le Jeu de Saint Nicolas) – dramat religijny Jeana Bodela, częściowo oparty na współczesnych autorowi legendach o św. Mikołaju. Powstał w latach 1198-1202.

## Przegląd treści
Pogański król Afryki rozpoczyna wojnę z chrześcijanami. Wybija wielką ich ilość, jednego zaś, znalezionego w trakcie modlitwy do św.Mikołaja bierze do niewoli. Dowiedziawszy się, że św. Mikołaj opiekuje się zarówno tymi, którzy się do niego modlą, jak i ich mieniem, umieszcza skarb przed posągiem świętego, jeńca wtrąca do lochu i zapowiada stracenie go, jeśli cenne przedmioty znikną. W nocy trzech złodziei kradnie skarb, jednak żarliwe modlitwy skazanego sprawiają, że sam św. Mikołaj ukazuje się przestępcom w czasie posiłku w tawernie i dokonuje ich duchowej przemiany. Pod wpływem tych wydarzeń pogański król przyjmuje chrzest.

## Forma utworu
Gra o św. Mikołaju niesie wiele oryginalnych rozwiązań inscenizacyjnych: łączy sceny batalistyczne ze scenami zbiorowymi na dworze królewskim, egzotykę z oddawaniem realiów znanych autorowi, indywidualizację i psychologizację postaci (nawet złodziei) z odgrywaniem przez nie skonwencjonalizowanej roli w widowisku. Autor pozostawia zresztą wiele swobody aktorom, ograniczając do minimum didaskalia, zaś w całym utworze nie waha się wprowadzać elementów komicznych (bliskich farsie) obok religijnego morału. Całe fragmenty dzieła mają charakter bardziej świecki niż religijny, czemu ma sprzyjać całkowita rezygnacja z partii chóralnych, zastąpienie monologów i pantomimy dialogami, a wreszcie zastosowanie konwencji teatru otwartego poprzez zaproszenie publiczności do wspólnego finałowego wykonania Te Deum Laudamus. Zabieg ten powtórzy później Rutebeuf w swoim Cudzie o Teofilu.